# Hayakawa S-F Magazin Leserpreis
Der Hayakawa S-F Magazin Leserpreis (japanisch SFマガジン読者賞 Esuefu Magajin Dokusha Shō) ist ein japanischer Literaturpreis, der seit 1989 für Werke aus dem Bereich der Science-Fiction verliehen wird. Der Vergabe zugrunde liegt eine Abstimmung unter den Lesern des S-F Magazine. Der Preis wird in drei Kategorien vergeben:
- beste übersetzte Kurzgeschichte
- beste japanische Kurzgeschichte
- bester Illustrator

## Preisträger
Beste übersetzte Kurzgeschichte
- 1989: Thomas M. Disch, The Brave Little Toaster Goes to Mars (Übersetzer:Hisashi Asakura)
- 1990: Mike Resnick, For I Have Touched the Sky (Übersetzer:Masayuki Uchida)
- 1991: John Varley, Tango Charlie and Foxtrot Romeo (Übersetzer:Hisashi Asakura)
- 1992: John Morressy, Timekeeper (Übersetzer:Youko Miki)
- 1993: James Tiptree, Jr. With Delicate Mad Hands (Übersetzer:Norio Itou)
- 1994: Ted Chiang, Understand (Übersetzer:Shigeyuki Kude)
- 1995: Greg Egan, Learning to Be Me (Übersetzer:Makoto Yamagashi)
- 1996: Greg Bear, Heads (Übersetzer:Kazuko Onoda)
- 1997: James Tiptree, Jr. Come Live With Me (Übersetzer:Norio Itou)
- 1998: Greg Egan, Wang's Carpets (Übersetzer:Makoto Yamagishi)
- 1999: Bruce Sterling, Taklamakan (Übersetzer:Takashi Ogawa)
- 2000: Greg Egan, Oceanic (Übersetzer:Makoto Yamagishi)
- 2001: Ted Chiang, Story of Your Life (Übersetzer:Shigeyuki Kude)
- 2002: Ted Chiang, Seventy-Two Letters (Übersetzer:Youichi Shimada)
- 2003: Greg Egan, Mister Volition (Übersetzer:Makoto Yamagishi)
- 2004: Connie Willis, The Last of the Winnebagos (Übersetzer:Ohmori Nozomi)
- 2005: Jeffrey Ford, The Empire of Ice Cream (Übersetzer:Tomo Inoue)
- 2006: Bradley Denton, Sergeant Chip (Übersetzer:Naoya Nakahara)
- 2007: Ian McDonald, The Djinn's Wife (Übersetzer:Masaya Shimokusu)

Beste japanische Kurzgeschichte
- 1989: Mariko Ōhara, Aqua Planet
- 1990: Shinji Kajio, Jinii Ni Kansuru Oboegaki
- 1991: Mariko Ōhara, Ephemera
- 1992: Goro Masaki, Venus City
- 1993: Hiroyuki Morioka, Spice
- 1994: Osamu Makino, Mouse Trap
- 1995: Masaki Yamada, Dead Soldier's Live
- 1996: Jin Kusagami, Tokyo Kaika Ereki no Karakuri
- 1997: Kōshū Tani, Eriko
- 1998: Yasumi Kobayashi, Umi o Miru Hito
- 1999: Hōsuke Nojiri, Taiyō no Sandatsusha
- 2000: Masaya Fujita, Kiseki no Ishi
- 2001: Chōhei Kanbayashi, Hadae no Shita
- 2002: Mizuhito Akiyama, Ore ha Missile
- 2003: Issui Ogawa, Rou Voles no Wakusei
- 2004: Hiroshi Sakurazaka, Saitama Chainsaw Shoujo
- 2005: Hiroshi Yamamoto, Medousa no Jumon
- 2006: Masaya Fujita, Daafu no Shima
- 2007: Keikaku Itō, The Indifference Engine

Bester Illustrator
- 1989: Hiroyuki Katou & Keisuke Goto
- 1990: Mafuyu Hiroki
- 1991: Hiroyuki Katou & Keisuke Goto / Hitoshi Yoneda
- 1992: Mafuyu Hiroki
- 1993: Hiroyuki Katou & Keisuke Goto
- 1994: Keinojou Mizutama
- 1995: Jun Kosaka
- 1996: Hiroyuki Katou & Keisuke Goto
- 1997: Hikaru Tanaka
- 1998: Hikaru Tanaka
- 1999: Youkou Fujiwara
- 2000: Kenji Tsuruta
- 2001: Hikaru Tanaka
- 2002: Mikio Masuda
- 2003: Youkou Fujiwara
- 2004: Aya Takano
- 2005: Aya Takano
- 2006: Katsukame Hashi
- 2007: Kashima